# Taghazout

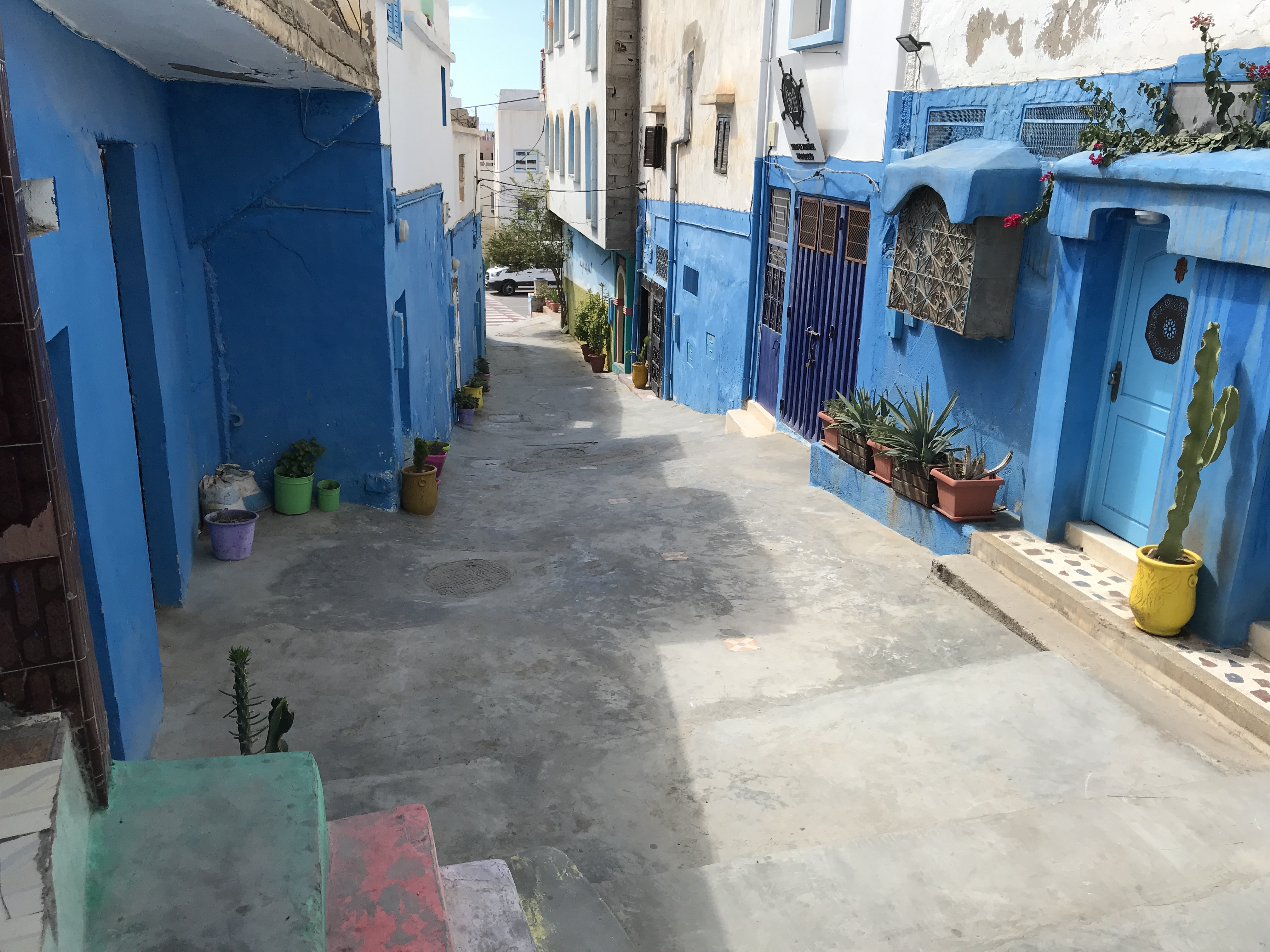
Taghazout – Gasse (2021)

Taghazout (arabisch تغازوت, Zentralatlas-Tamazight ⵜⴰⵖⴰⵣⵓⵜ Taɣazut) war lange Zeit ein kleines Fischerdorf am Atlantik im Süden Marokkos, das sich seit den 1990er Jahren zu einem Surf- und Badeort entwickelt hat. Seit dem Jahr 1992 ist es der Hauptort einer auch aus mehreren Dörfern (douars) im Hinterland bestehenden Gemeinde (commune) mit derzeit etwa 5000 Einwohnern.

## Lage und Klima
Taghazout liegt an der marokkanischen Atlantikküste ca. 20 km (Fahrtstrecke) nördlich von Agadir bzw. etwa 152 km südlich von Essaouira. Das Hinterland bilden die westlichen Ausläufer des Hohen Atlas. Das Klima des Ortes wird in hohem Maße vom Atlantik geprägt; Regen (ca. 400 mm/Jahr) fällt überwiegend im Winterhalbjahr.

## Bevölkerung
| Jahr      | 1994 | 2004 | 2014 | 2024 |
| Einwohner | 5257 | 5348 | 5260 | 4861 |

Die Einwohner früherer Zeiten waren ausschließlich Berber vom Stamm der Ida Oufella, doch infolge der zunehmenden Modernisierung (Anschluss an das Strom-, Wasser- und Telefonnetz) und des damit einhergehenden Baubooms in der Umgebung von Agadir sind viele Zuzügler aus anderen Regionen Marokkos hinzugekommen. Man spricht hauptsächlich Marokkanisches Arabisch, aber auch Französisch und Englisch; im Hinterland dagegen wird noch der regionale Berberdialekt gesprochen.

## Wirtschaft
Bildeten in früheren Zeiten der Fischfang und die in den Dörfern des Hinterlandes betriebene Landwirtschaft die Grundlagen des Wirtschaftslebens, so sind es heutzutage in erster Linie die verschiedenen Formen des Tourismus (Baden, Surfen, Windsurfen, Segeln, Tauchen etc.).

## Geschichte
Wie von beinahe allen Berberorten im Süden Marokkos, ist auch über die frühere Geschichte Taghazouts so gut wie nichts bekannt; mündliche Überlieferungen berichten lediglich von Auseinandersetzungen der vereinigten Berberstämme mit den Portugiesen im 16. Jahrhundert. Ende der 1960er Jahre wurde der Ort von den Hippies entdeckt; seit 1992 ist er das Zentrum einer eigenständigen Gemeinde, zu der auch mehrere Dörfer im Hinterland gehören.

## Sehenswürdigkeiten
Taghazout hat – außer seinen Stränden und dem alten Ortskern – keinerlei besondere Attraktionen. Es eignet sich als Ausgangspunkt für Tagestouren ins bergige und zerklüftete Hinterland (z. B. nach Imouzzer des Ida-Outanane).